# Ferdinand Bauditz (redaktør)
 Der er flere personer med dette navn, se Ferdinand Bauditz.
Ferdinand Frederik Christian Bauditz (5. november 1846 i Aarhus – 23. marts 1912 i København) var en dansk journalist og redaktør.
Han var søn af premierløjtnant, senere oberst, kammerherre Ferdinand Carl Adolph Bauditz og Siegfriede Antoinette Caroline Louise født komtesse Holstein, blev student fra Herlufsholm 1865, cand. polit. 1874 og samme år volontør i Postvæsenets overbestyrelse, samme år assessor, men tog afsked fra etaten 1889. Fra 1889 til 1908 var han redaktør af det konservative Dagbladet og medarbejder ved Punch, derefter medarbejder ved De Ferslewske Blade og Nationaltidende. Han optrådte sjældnere som selvstændig forfatter.
Bauditz blev gift 1. gang 4. juni 1879 i Middelfart med Caroline Mathilde Holberg (29. juli 1854 i Skårup – 24. april 1881 i København), datter af sognepræst, senere seminarieforstander, landstingsmand Didrik August Holberg og Henriette Sophie Worsaae.
2. gang ægtede han 21. maj 1884 i Sankt Pauls Kirke Louise Thalia Charlotte Holm (7. juli 1854 i Altona – 26. februar 1918 på Frederiksberg), datter af kaptajn, senere oberst Rasmus Olsen Holm og Margrethe Elisabeth Bauditz.